# عهدنامه زهاب
عهدنامه زَهاب یا عهدنامه قصر شیرین توافقی است که میان صفویان ایران و امپراتوری عثمانی در ۱۷ مه ۱۶۳۹ میلادی در شهر قصر شیرین امضا شد. این پیمان‌نامه در واقع به جنگی که از سال ۱۶۲۳ آغاز شده بود و همچنین به مبارزات ۱۵۰ ساله دو کشور که بیشتر بر سر اختلافات ارضی صورت می‌گرفت، پایان داد. این پیمان با شرط پیوستن ایروان در قفقاز جنوبی به ایران و پیوستن تمام سرزمین‌های بِینُ‌الْنَهرِینْ  (دربرگیرنده رودهای دجله و فرات و اروندرود) به عثمانی انجام گرفت. با این حال این پیمان‌نامه پایان اختلافات مرزی میان ایران و عثمانی نبود. البته نشانه‌گذاری دقیق مرزهای این دو کشور در زمان تأسیس جمهوری ترکیه (پس از جنگ جهانی اول و از میان رفتن امپراتوری عثمانی در سال ۱۹۱۸) میان سه کشور ایران، ترکیه و عراق صورت گرفت.

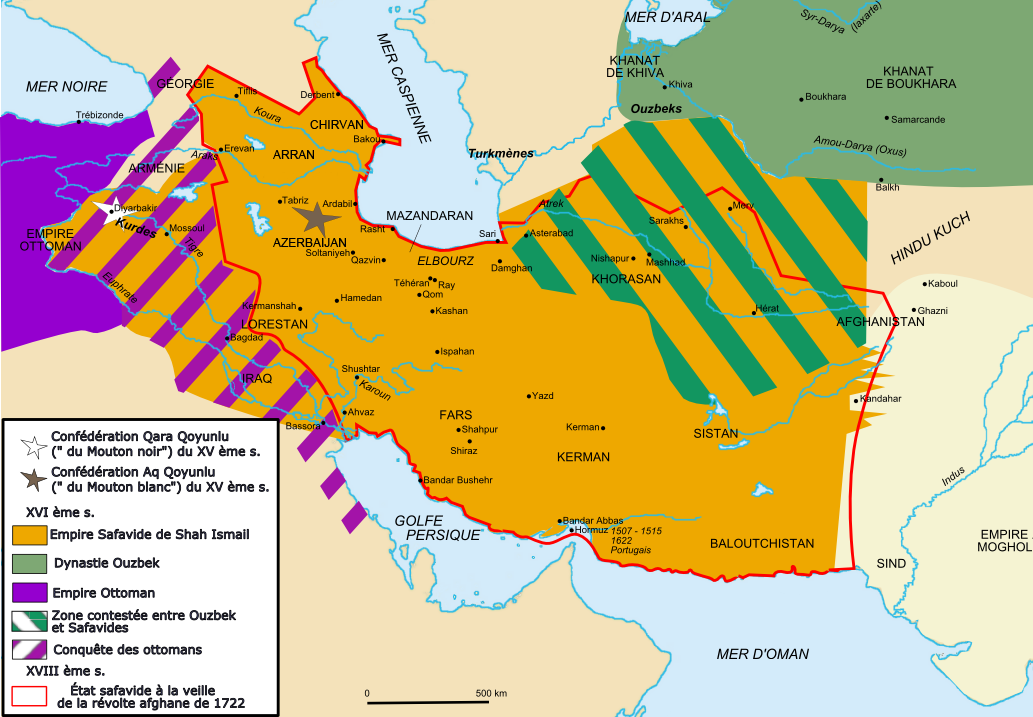
منطقه‌ی بنفش‌رنگ تقریباً مربوط به سرزمین‌هایی است که طبق این معاهده به عثمانی‌ها پیوستند.

پس از شاه عباس اول، نوه‌اش، شاه صفی، به سلطنت رسید. شاه صفی به هنگام نشستن بر تخت پادشاهی هجده سال داشت و همه عمر خود را در حرمخانه شاهی گذرانده بود. وی بسیار درنده‌خو و بی‌رحم بود تا جایی که افراد ذکور خاندان سلطنتی را از دم کشت.
سلطان مراد چهارم با توجه به شکستی که از شاه عباس برای تصرف مجدد بغداد خورده بود، همچنین با اطلاع از اوضاع بسیار بد دربار و میزان نفرتی که در نتیجه خونریزی‌های وحشتناک شاه صفی در دل مردم، به ویژه امرا و لشکریان، به وجود آمده بود، پاره‌ای از ایالات غربی ایران را مورد تجاوز قرار داد.
وی در سال ۱۶۳۵ از طریق ارزروم به ایروان حمله کرد و آنجا را گرفت، در سال ۱۶۳۸ نیز به بغداد حمله کرد و با وجود مقاومت چهل روزه پادگان ایرانی، بغداد را تصرف کرد و دستور داد باقیمانده سپاهیان ایران و مردم غیرنظامی را قتل‌عام کردند.
پس از سقوط بغداد توسط ارتش عثمانی، شاه صفی تقاضای صلح کرد که با قبول دولت عثمانی معاهده قصرشیرین میان وی و سلطان مراد چهارم در سال ۱۰۴۹ هجری قمری برابر با ۱۶۳۹ میلادی بسته شد.
به موجب این قرارداد عراق به عثمانی واگذار شد و از آن تاریخ جز مدت ۳ سال (۱۷۷۶–۱۷۷۹) که صادق‌خان برادر کریم خان زند بصره را در تصرف داشت، تا جنگ جهانی اول تحت سلطه دولت عثمانی بر عراق ادامه داشت.
قرارداد قصرشیرین از یک دیدگاه واجد اهمیت خاص است، زیرا برای اولین بار از حدود مناطق مرزی دو کشور صحبت به میان آمد هرچند مرز دو کشور به‌طور دقیق مشخص نشد.
معاهده زهاب از زمان بسته شدن تا حدود هشتاد سال، (تا زمان نادرشاه و کریم خان زند)، مورد استناد و پذیرش ایران و عثمانی بوده‌است. معاهده زهاب نه در آرشیوهای ایران موجود است و نه در عثمانی. هر کدام از منابع نیز به‌طور جداگانه و با تفاوت‌های بسیار آن را نقل کرده‌اند. نویسنده رسالة تحقیقات سرحدیه مهندس باشی مشیرالدوله، نوشته‌است «حقیقتاً اصل عهد نامه مزبوره که عبارت از تصدیقنامه دو پادشاه است، در هیچ‌یک از دولتین موجود نیست. در ایران به سب فترت و عثمانیه به سب حرقت، تلف شده‌است و مستندی که اکنون موجود است، عبارت از سواد نامه‌ای است که به قول عثمانی از سلطان مراد رابع به شاه صفی به طریق امضاء تصدیق‌نامه معاهده قلمی شده‌است.»